# Lorenzo Girolamo Mattei
Pour les articles homonymes, voir Mattei.
Lorenzo Girolamo Mattei, duc Mattei (né le 29 mai 1748 à Rome et mort le 24 juillet 1833) est un cardinal italien du XIXe siècle. Il avait le titre de patriarche latin d'Antioche. Il est le neveu et cousin des cardinaux Luigi Mattei et Alessandro Mattei.

## Biographie
Lorenzo Mattei est membre de la curie romaine. En 1822, il est élu patriarche latin d'Antioche. Le pape Grégoire XVI le crée cardinal lors du consistoire du 15 avril 1833, mais le nouveau cardinal meurt quelques mois après.